# Saint-Matré
Saint-Matré là một xã thuộc tỉnh Lot tây nam Pháp. Xã có diện tích 6,41 km², dân số theo điều tra năm 1999 là 122 người. Khu vực này có độ cao trung bình 258 mét trên mực nước biển.